# Gegê
Geirton Marques Aires (sinh ngày 28 tháng 1 năm 1994), hay còn gọi Gegê, là một cầu thủ bóng đá Brasil thi đấu ở vị trí tiền vệ tấn công cho Adana Demirspor.

## Danh hiệu
Botafogo
- Campeonato Carioca: 2013
- Trophy Guanabara: 2015
- Campeonato Brasileiro Série B: 2015

ABC
- Cup RN: 2017
- Campeonato Potiguar: 2017